# Commeaux
Commeaux är en kommun i departementet Orne i regionen Normandie i nordvästra Frankrike. Kommunen ligger i kantonen Argentan-Ouest som tillhör arrondissementet Argentan. År 2022 hade Commeaux 149 invånare.

## Befolkningsutveckling
Antalet invånare i kommunen Commeaux
| Referens: INSEE |